# Olios auricomis
Olios auricomis är en spindelart som först beskrevs av Simon 1880.  Olios auricomis ingår i släktet Olios och familjen jättekrabbspindlar. Inga underarter finns listade i Catalogue of Life.